# Comté de Waseca
Pour les articles homonymes, voir Waseca.
Le comté de Waseca est situé dans l’État du Minnesota, aux États-Unis. Il comptait 19 526 habitants  en 2000. Son siège est Waseca.